# Tour de France 2025/5. Etappe
Die 5. Etappe der Tour de France 2025 fand am 9. Juli 2025 statt und stellte das erste Einzelzeitfahren der 112. Austragung des französischen Etappenrennens dar. Als Start- und Zielort diente Caen, wobei dazwischen 33 flache Kilometer absolviert werden mussten. Nach der Zielankunft hatten die Fahrer insgesamt 779,5 Kilometer absolviert, was 23,35 % der Gesamtdistanz entsprach.
Der Etappensieg ging an den Belgier Remco Evenepoel (Soudal Quick-Step), der sich mit einem Vorsprung von 16 Sekunden vor Tadej Pogačar (UAE Team Emirates-XRG) durchsetzte. Platz drei ging mit einem Rückstand von 33 Sekunden an Edoardo Affini (Team Visma-Lease a Bike). Mit seinem zweiten Platz übernahm Tadej Pogačar die Gesamtführung von Mathieu van der Poel (Alpecin-Deceuninck).

## Streckenführung
Der Start erfolgte auf dem Quai Vendeuvre unweit des Port de Plaisance. Vorbei an der Église Saint-Pierre de Caen ging es um das Château de Caen, ehe die Fahrer über die Avenue de Creully das Stadtzentrum verließen. Beim Mémorial de Caen ging es durch den Stadtteil La Folie-Couvrechef, wobei die Strecke auf der D401 und D79 verlief. Auf der D79 wurde zugleich die erste Zwischenzeit nach 8,2 Kilometern in Cambes-en-Plaine genommen. In Colomby-Anguerny bogen die Fahrer links auf die D141 ab, ehe es auf der D83 nach Thaon ging. Dort erfolgte nach 16,4 Kilometern die zweite Zeitnahme. Mit einer weiteren Linkskurve, die auf die D22 führte, drehte die Fahrtrichtung gen Süden und die Strecke führte zurück zum Start- und Zielort. Dabei ging es über die D170 und D126 nach Cairon und Rosel, wo in der kleinen Ortschaft Gruchy die dritte Zwischenzeit bei Kilometer 24,8 genommen wurde. Die Einfahrt nach Caen erfolgte über die D401 bevor es über die Rue de Champagne, Rue de Rosel, Rue Saint-Gabriel und Avenue du Canada auf die Rue Saint-Manvieu ging. Wenig später bogen die Fahrer vor dem Rathaus von Caen links ab, ehe der Boulevard Bertrand und die Rue Sadi Carnot zum Cours Général de Gaulle führten, wo sich das Ziel neben dem Areal des Hippodrome de la Prairie befand.
Generell wies die Streckenführung nur 200 Höhenmeter auf und verlief großteils auf geraden Straßen mit nur wenigen Kurven. Einzig im Stadtgebiet von Caen wurden auf den ersten und letzten fünf Kilometern mehrere Kurvenkombinationen befahren.
|                 | Ort                            | Kilometer |
| --------------- | ------------------------------ | --------- |
| Start           | Caen (Quai Vendeuvre)          | 0,00      |
| 1. Zwischenzeit | Cambes-en-Plaine               | 8,20      |
| 2. Zwischenzeit | Thaon                          | 16,40     |
| 3. Zwischenzeit | Gruchy                         | 24,80     |
| Ziel            | Caen (Cours Général de Gaulle) | 33,00     |

## Ergebnis
| \| Etappenergebnis \| Etappenergebnis \| Etappenergebnis \| Etappenergebnis \| Etappenergebnis \| \| Fahrer \| Fahrer \| Land \| Team \| Zeit \| \| --------------- \| ---------------- \| --------------- \| -------------------------- \| --------------- \| \| 1. \| Remco Evenepoel \| Belgien \| Soudal Quick-Step \| 36 min 42 s \| \| 2. \| Tadej Pogačar \| Slowenien \| UAE Team Emirates XRG \| + 16 s \| \| 3. \| Edoardo Affini \| Italien \| Team Visma \\| Lease a Bike \| + 33 s \| \| 4. \| Bruno Armirail \| Frankreich \| Decathlon-AG2R La Mondiale \| + 35 s \| \| 5. \| Kévin Vauquelin \| Frankreich \| Arkéa-B&B Hotels \| + 49 s \| \| 6. \| Florian Lipowitz \| Deutschland \| Red Bull-Bora-Hansgrohe \| + 58 s \| \| 7. \| Iván Romeo \| Spanien \| Movistar Team \| + 1 min 02 s \| \| 8. \| João Almeida \| Portugal \| UAE Team Emirates XRG \| + 1 min 14 s \| \| 9. \| Lucas Plapp \| Australien \| Team Jayco AlUla \| + 1 min 17 s \| \| 10. \| Pablo Castrillo \| Spanien \| Movistar Team \| + 1 min 18 s \| |                  |             |                            |              |
| |                  |             |                            |              |
| Quellen: ProCyclingStats Cycling Quotient |                  |             |                            |              |
| Etappenergebnis |                  |             |                            |              |
| Fahrer | Fahrer           | Land        | Team                       | Zeit         |
| 1. | Remco Evenepoel  | Belgien     | Soudal Quick-Step          | 36 min 42 s  |
| 2. | Tadej Pogačar    | Slowenien   | UAE Team Emirates XRG      | + 16 s       |
| 3. | Edoardo Affini   | Italien     | Team Visma \| Lease a Bike | + 33 s       |
| 4. | Bruno Armirail   | Frankreich  | Decathlon-AG2R La Mondiale | + 35 s       |
| 5. | Kévin Vauquelin  | Frankreich  | Arkéa-B&B Hotels           | + 49 s       |
| 6. | Florian Lipowitz | Deutschland | Red Bull-Bora-Hansgrohe    | + 58 s       |
| 7. | Iván Romeo       | Spanien     | Movistar Team              | + 1 min 02 s |
| 8. | João Almeida     | Portugal    | UAE Team Emirates XRG      | + 1 min 14 s |
| 9. | Lucas Plapp      | Australien  | Team Jayco AlUla           | + 1 min 17 s |
| 10. | Pablo Castrillo  | Spanien     | Movistar Team              | + 1 min 18 s |

## Gesamtstände
| \| Gesamtwertung \| Gesamtwertung \| Gesamtwertung \| Gesamtwertung \| Gesamtwertung \| \| Fahrer \| Fahrer \| Land \| Team \| Zeit \| \| ------------- \| -------------------- \| ------------------ \| -------------------------- \| ---------------- \| \| 1. \| Tadej Pogačar \| Slowenien \| UAE Team Emirates XRG \| 17 h 22 min 58 s \| \| 2. \| Remco Evenepoel \| Belgien \| Soudal Quick-Step \| + 42 s \| \| 3. \| Kévin Vauquelin \| Frankreich \| Arkéa-B&B Hotels \| + 59 s \| \| 4. \| Jonas Vingegaard \| Dänemark \| Team Visma \\| Lease a Bike \| + 1 min 13 s \| \| 5. \| Matteo Jorgenson \| Vereinigte Staaten \| Team Visma \\| Lease a Bike \| + 1 min 22 s \| \| 6. \| Mathieu van der Poel \| Niederlande \| Alpecin-Deceuninck \| + 1 min 28 s \| \| 7. \| João Almeida \| Portugal \| UAE Team Emirates XRG \| + 1 min 53 s \| \| 8. \| Primož Roglič \| Slowenien \| Red Bull-Bora-Hansgrohe \| + 2 min 30 s \| \| 9. \| Florian Lipowitz \| Deutschland \| Red Bull-Bora-Hansgrohe \| + 2 min 31 s \| \| 10. \| Mattias Skjelmose \| Dänemark \| Lidl-Trek \| + 2 min 32 s \| |                      |                    |                            |                  |
| |                      |                    |                            |                  |
| Quellen: ProCyclingStats Cycling Quotient |                      |                    |                            |                  |
| Gesamtwertung |                      |                    |                            |                  |
| Fahrer | Fahrer               | Land               | Team                       | Zeit             |
| 1. | Tadej Pogačar        | Slowenien          | UAE Team Emirates XRG      | 17 h 22 min 58 s |
| 2. | Remco Evenepoel      | Belgien            | Soudal Quick-Step          | + 42 s           |
| 3. | Kévin Vauquelin      | Frankreich         | Arkéa-B&B Hotels           | + 59 s           |
| 4. | Jonas Vingegaard     | Dänemark           | Team Visma \| Lease a Bike | + 1 min 13 s     |
| 5. | Matteo Jorgenson     | Vereinigte Staaten | Team Visma \| Lease a Bike | + 1 min 22 s     |
| 6. | Mathieu van der Poel | Niederlande        | Alpecin-Deceuninck         | + 1 min 28 s     |
| 7. | João Almeida         | Portugal           | UAE Team Emirates XRG      | + 1 min 53 s     |
| 8. | Primož Roglič        | Slowenien          | Red Bull-Bora-Hansgrohe    | + 2 min 30 s     |
| 9. | Florian Lipowitz     | Deutschland        | Red Bull-Bora-Hansgrohe    | + 2 min 31 s     |
| 10. | Mattias Skjelmose    | Dänemark           | Lidl-Trek                  | + 2 min 32 s     |

| Punktewertung | Punktewertung        | Punktewertung | Punktewertung              | Punktewertung |
| Fahrer        | Fahrer               | Land          | Team                       | Punkte        |
| ------------- | -------------------- | ------------- | -------------------------- | ------------- |
| 1.            | Tadej Pogačar        | Slowenien     | UAE Team Emirates XRG      | 97 P.         |
| 2.            | Jonathan Milan       | Italien       | Lidl-Trek                  | 92 P.         |
| 3.            | Biniam Girmay        | Eritrea       | Intermarché-Wanty          | 87 P.         |
| 4.            | Mathieu van der Poel | Niederlande   | Alpecin-Deceuninck         | 80 P.         |
| 5.            | Tim Merlier          | Belgien       | Soudal Quick-Step          | 72 P.         |
| 6.            | Anthony Turgis       | Frankreich    | Team TotalEnergies         | 57 P.         |
| 7.            | Søren Wærenskjold    | Norwegen      | Uno-X Mobility             | 46 P.         |
| 8.            | Jonas Vingegaard     | Dänemark      | Team Visma \| Lease a Bike | 43 P.         |
| 9.            | Paul Penhoët         | Frankreich    | Groupama-FDJ               | 43 P.         |
| 10.           | Remco Evenepoel      | Belgien       | Soudal Quick-Step          | 37 P.         |

| Bergwertung | Bergwertung                | Bergwertung | Bergwertung                | Bergwertung |
| Fahrer      | Fahrer                     | Land        | Team                       | Punkte      |
| ----------- | -------------------------- | ----------- | -------------------------- | ----------- |
| 1.          | Tadej Pogačar              | Slowenien   | UAE Team Emirates XRG      | 5 P.        |
| 2.          | Tim Wellens                | Belgien     | UAE Team Emirates XRG      | 5 P.        |
| 3.          | Jonas Vingegaard           | Dänemark    | Team Visma \| Lease a Bike | 3 P.        |
| 4.          | Lenny Martinez             | Frankreich  | Bahrain Victorious         | 2 P.        |
| 5.          | Benjamin Thomas            | Frankreich  | Cofidis                    | 2 P.        |
| 6.          | Kévin Vauquelin            | Frankreich  | Arkéa-B&B Hotels           | 1 P.        |
| 7.          | Anders Halland Johannessen | Norwegen    | Uno-X Mobility             | 1 P.        |
| 8.          | Kasper Asgreen             | Dänemark    | EF Education-EasyPost      | 1 P.        |
| 9.          | Andreas Leknessund         | Norwegen    | Uno-X Mobility             | 1 P.        |

| Nachwuchswertung | Nachwuchswertung  | Nachwuchswertung       | Nachwuchswertung        | Nachwuchswertung |
| Fahrer           | Fahrer            | Land                   | Team                    | Zeit             |
| ---------------- | ----------------- | ---------------------- | ----------------------- | ---------------- |
| 1.               | Remco Evenepoel   | Belgien                | Soudal Quick-Step       | 17 h 23 min 40 s |
| 2.               | Kévin Vauquelin   | Frankreich             | Arkéa-B&B Hotels        | + 17 s           |
| 3.               | Florian Lipowitz  | Deutschland            | Red Bull-Bora-Hansgrohe | + 1 min 49 s     |
| 4.               | Mattias Skjelmose | Dänemark               | Lidl-Trek               | + 1 min 50 s     |
| 5.               | Oscar Onley       | Vereinigtes Königreich | Team Picnic-PostNL      | + 1 min 59 s     |
| 6.               | Carlos Rodríguez  | Spanien                | Ineos Grenadiers        | + 3 min 22 s     |
| 7.               | Joseph Blackmore  | Vereinigtes Königreich | Israel-Premier Tech     | + 5 min 12 s     |
| 8.               | Jenno Berckmoes   | Belgien                | Lotto                   | + 5 min 34 s     |
| 9.               | Ben Healy         | Irland                 | EF Education-EasyPost   | + 6 min 55 s     |
| 10.              | Romain Grégoire   | Frankreich             | Groupama-FDJ            | + 8 min 11 s     |

| Mannschaftswertung | Mannschaftswertung              | Mannschaftswertung           | Mannschaftswertung |
| Team               | Team                            | Land                         | Zeit               |
| ------------------ | ------------------------------- | ---------------------------- | ------------------ |
| 1.                 | Team Visma \| Lease a Bike      | Niederlande                  | 52 h 13 min 11 s   |
| 2.                 | UAE Team Emirates XRG           | Vereinigte Arabische Emirate | + 1 min 28 s       |
| 3.                 | Groupama-FDJ                    | Frankreich                   | + 7 min 14 s       |
| 4.                 | Decathlon AG2R La Mondiale Team | Frankreich                   | + 7 min 20 s       |
| 5.                 | Arkéa-B&B Hotels                | Frankreich                   | + 8 min 08 s       |
| 6.                 | Team Jayco AlUla                | Australien                   | + 8 min 51 s       |
| 7.                 | Team TotalEnergies              | Frankreich                   | + 9 min 58 s       |
| 8.                 | Cofidis                         | Frankreich                   | + 10 min 17 s      |
| 9.                 | Alpecin-Deceuninck              | Belgien                      | + 12 min 18 s      |
| 10.                | EF Education-EasyPost           | Vereinigte Staaten           | + 12 min 43 s      |

## Ausgeschiedene Fahrer
- Émilien Jeannière (TotalEnergies): wegen Bruch des linken Schulterblattes, den er sich bei einem Sturz auf der 3. Etappe kurz vor dem Ziel zuzog, die Etappe nicht gestartet[2][3]
- Jasper De Buyst (Lotto): wegen Fieber die Etappe nicht gestartet[2][3]